# Liste der Monuments historiques in Montataire
Die Liste der Monuments historiques in Montataire führt die Monuments historiques in der französischen Gemeinde Montataire auf.

## Liste der Bauwerke
| Bezeichnung                       | Beschreibung              | Standort | Kennzeichnung | Schutzstatus | Datum | Bild           |
| --------------------------------- | ------------------------- | -------- | ------------- | ------------ | ----- | -------------- |
| Ehemalige Stiftskirche Notre-Dame | Erbaut im 17. Jahrhundert | (Lage)   | PA00114752    | Classé       | 1862  | weitere Bilder |

## Liste der Objekte
| Bezeichnung                  | Beschreibung                                  | Standort                        | Kennzeichnung | Schutzstatus | Datum | Bild |
| ---------------------------- | --------------------------------------------- | ------------------------------- | ------------- | ------------ | ----- | ---- |
| Skulptur Madonna mit Kind    | Kalkstein, zweite Hälfte des 14. Jahrhunderts | in der Kirche Notre-Dame (Lage) | PM60001100    | Classé       | 1912  |      |
| Skulptur des Apostels Petrus | Stein, polychrom gefasst, 17. Jahrhundert     | in der Kirche Notre-Dame (Lage) | PM60003551    | Inscrit      | 1979  |      |